# 가톨릭 베르사유 교구

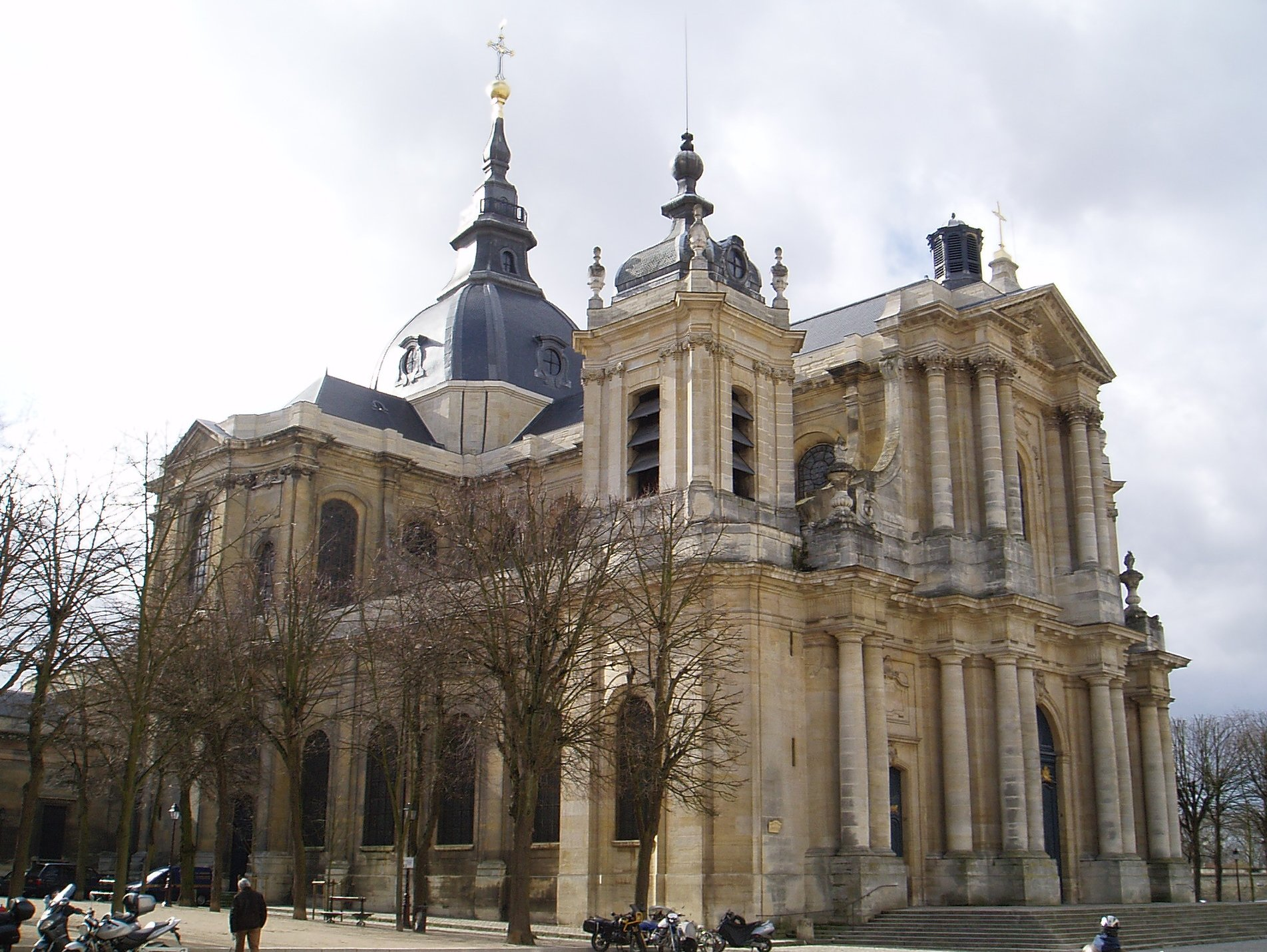

베르사유 교구(프랑스어: Dioecesis Versaliensis)는 프랑스의 로마 가톨릭교회 교구이다. 1901년에 설정되었다. 주교좌 소재지는 베르사유이며, 교구가 설정되기 전까지만 해도 당시 베르사유 교구지역은 파리 대교구와 샤르트르 교구에 속한 지역이었다.